# Пискунов, Сергей Васильевич
Сергей Васильевич Пискунов (род. 24 февраля 1954 года) — советский игрок в хоккей с мячом, нападающий, тренер, мастер спорта СССР международного класса (1975), заслуженный тренер России (1995), главный тренер КХМ «СКА-Свердловск».

## Карьера
С 1964 года занимался хоккеем с шайбой в Карпинске в детской команде КЭМЗ. В связи с отсутствием юношеских команд по хоккею с шайбой, перешёл в 1970 году в юношескую команду «Шахтёра» и начал играть в хоккей с мячом. Успешно играл в футбол и баскетбол за сборную ДСО «Трудовые резервы», побеждая в первенстве Свердловской области.
Игровую карьеру на взрослом уровне начал в 1970 году выступлениями за «Машиностроитель», представляющий Карпинск в первенстве Свердловской области.
В 1972 году в связи с призывом на срочную военную службу продолжил игровую карьеру в свердловском СКА. Дебютировал за команду в последнем туре чемпионата СССР сезона 1972/73 в гостевом матче против «Уральского трубника» (4:10), в котором отметился двумя забитыми мячами. В составе клуба в 1974 году стал чемпионом СССР, в следующем сезоне победив в первом розыгрыше Кубка европейских чемпионов. В армейской команде составлял линию нападения с многолетними партнёрами по команде Валерием Эйхвальдом и Александром Сивковым. Выступая за команду 17 сезонов с 1972 по 1992 год (с перерывами) в высшем дивизионе чемпионатов СССР/СНГ провёл 312 игр и забил 181 мяч.
В 1975 году привлекался во вторую сборную СССР, в составе которой провёл 2 игры, забил 4 мяча.
Под занавес игровой карьеры в сезоне 1987/88 выступал в свердловской команде «Уралхиммаш», представляющей вторую лигу чемпионата СССР.
Проведя три матча в сезоне 1991/92, завершил игровую карьеру в СКА уже в должности играющего тренера команды.
Также играл в хоккей на траве, выступал за СКА (Свердловск) с 1973 по 1977 год.
С 1988 по 1995 год был тренером СКА (сезоны 1989/90 и 1991/92 — играющий тренер). При его участии команда победила в чемпионате России сезона 1993/94, стала обладателем серебряных медалей чемпионата СНГ сезона 1991/92, бронзовых медалей чемпионата СССР сезона 1989/90.
С 1995 по 1999 год занимался судейством, с 1996 по 1999 год судил матчи команд высшей лиги чемпионата России.
В сезоне 1999/2000, с января по март 2001 года, с февраля по март 2002 года был главным тренером команды «СКА-Свердловск». Начальник команды с 2000 по 2004 год (с перерывами на тренерскую деятельность в эти годы).
С 2004 по 2009 год был главным тренером команды «СКА-Свердловск»-2, принимающей участие в первенстве России среди команд первой лиги.
С 2009 года — главный тренер команды «СКА-Свердловск», сменив на этом посту многолетнего наставника команды Валерия Эйхвальда.

## Достижения
хоккей с мячом
 Чемпион СССР: 1974 

 Бронзовый призёр чемпионата СССР: 1975 

 Обладатель Кубка европейских чемпионов: 1974
хоккей на траве
 Серебряный призёр чемпионата СССР: 1977

### Комментарии
1. ↑  Количество игр и голов за клуб(ы) в высшем дивизионе чемпионатов СССР/СНГ